# Stigmella fluida
Stigmella fluida là một loài bướm đêm thuộc họ Nepticulidae. Nó được miêu tả bởi Meyrick năm 1911. Nó được tìm thấy ở Nam Phi (Nó đã dược miêu tả ở Transvaal).